# 龙泉驿火车站南站
龙泉驿火车站南站位于中华人民共和国四川省成都市龙泉驿区桃都大道西端，是成都地铁30号线建设中的一座车站，是东端终点站，预计于2025年开通。

## 车站概要
为配合中国铁路十陵南站的兴建，30号线调整建设规划，新增此站。规划建设期间，本站曾用名“龙泉站”。

## 车站结构
龙泉驿火车站南站为地下二层岛式站台车站，总建筑面积约3.8万平方米、全长529.8米，标准段总宽21.1米，设双停车线。采用明挖法施工。
本站与2号线龙泉驿火车站之间需出站换乘。

## 出入口信息
龙泉驿火车站南站共设置4个出入口，距离十陵南站出站口较近。

## 大事记
- 2024年7月29日，龙泉驿火车站南站主体结构封顶。[2]
- 2025年7月21日，成都市民政局发布公告，本站命名为“龙泉驿火车站南站”。[1]